# Karen Brevard Stewart

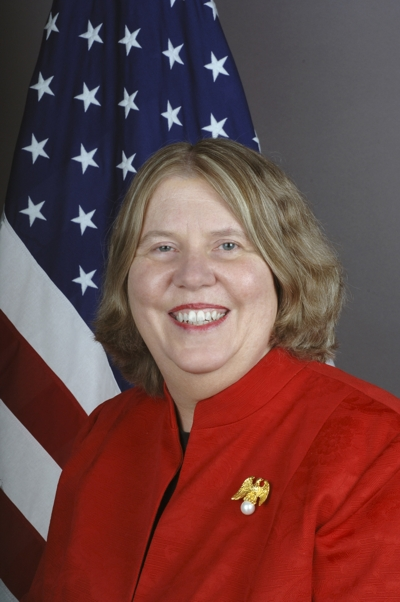
Karen Brevard Stewart

Karen Brevard Stewart (* 1952 in Florida) ist eine US-amerikanische Diplomatin, von 2006 bis 2008 Botschafterin in Belarus, von 2010 bis 2013 Botschafterin in Laos und zwischen 2016 und 2020 Botschafterin auf den Marshallinseln.

## Leben
Stewart erhielt ihren Bachelor in Astronomie und Wirtschaftswissenschaften vom Wellesley College und ihren Master vom National War College. Sie ist Mitglied von Phi Beta Kappa. Nachdem sie 1977 den US-amerikanischen Außendienst betrat, arbeitete sie zunächst in den Botschaften in Pakistan, Thailand, Laos, Sri Lanka und Belarus und im Außenministerium in dem Office of Fisheries Affairs, dem Office of Energy Consuming Countries und dem Office of Israel and Arab-Israeli Affairs, worauf sie Leiterin des Office of Ukraine, Moldova, and Belarus Affairs wurde. 2006 ernannte sie der Präsident George W. Bush zur Botschafterin in Belarus, worauf sie je ein Jahr lang als Principal Deputy Assistant Secretary für das Bureau of Democracy, Human Rights, and Labor und im Bureau of Human Resources und ein halbes Jahr im Stab des Director Generals des Außendienstes wirkte. 2010 ernannte sie Präsident Barack Obama zur Botschafterin in Laos. Dem folgend wurde sie Mitglied des Stabs des Supreme Allied Commander Transformation. Von 2016 bis 2020 war sie, erneut ernannt durch Obama, Botschafterin auf den Marshallinseln.